# François Kevorkian

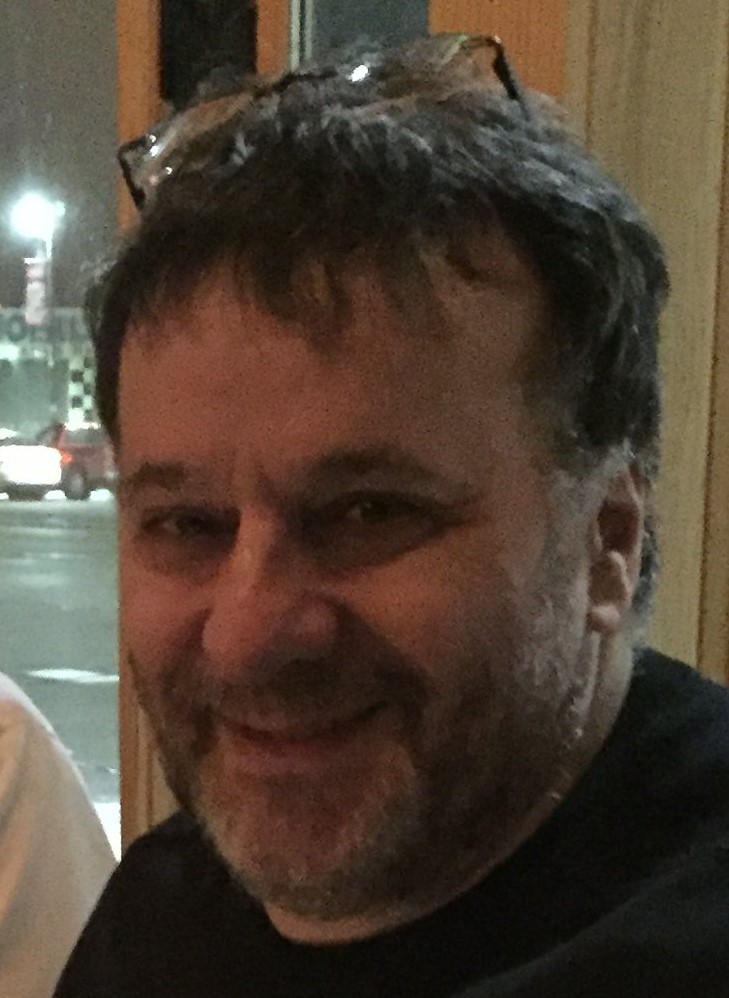
François Kevorkian, 2017

François Kevorkian (* 10. Januar 1954 in Rodez) ist ein französischer DJ und Musikproduzent armenischer Abstammung. Er prägte die New Yorker House-Music von Beginn an.
Aufgewachsen in Frankreich übte er sich in jungen Jahren am Schlagzeug. 1975 kam er nach New York City, um dort eine Musikkarriere zu starten. Lukrativer erwiesen sich Auftritte als DJ in der Disco-Szene. Bald schon legte er in der Paradise Garage wie auch im Studio 54 auf. Remixe und Medleys zu angesagten Titeln produzierte er in seinem eigenen Tonstudio. Ab 1990 wurden seine Auftritte weltweit, er legte dann House und Techno auf. 1995 gründete er sein eigenes Dancelabel Wave Music.